# دادارشی
دادارشی یک سردار هخامنشی ارمنی و شهربان بلخ در زمان داریوش بزرگ بود. دادارشی از سوی داریوش برای سرکوب شورش مرو فرستاده شد و با موفقیت آن منطقه را مجدداً تابع هخامنشیان کرد.